# Rich Franklin
Rich Jay Franklin II (Cincinnati, 5 de outubro de 1974) é um ex-lutador de MMA americano. Já foi o detentor de um cinturão no Ultimate Fighting Championship na categoria dos pesos médios (até 84 kg), sendo campeão ao derrotar o experiente Evan Tanner.

## Biografia
Antes de se tornar um lutador de MMA em tempo integral, Franklin graduou-se William Henry Harrison High School. Ele ganhou um de licenciatura em matemática e, posteriormente, ganhou um de mestrado em University of Cincinnati, e ensinou matemática na Oak Hills High School, em Cincinnati, Ohio.
Seu apelido "Ace" vem de sua semelhança com Jim Carrey, que interpreta a personagem Ace Ventura. Joe Rogan comentarista oficial do UFC uma vez o chamou de "An angry Jim Carrey" (em tradução livre, "Um Jim Carrey raivoso"). Franklin fez sua estréia no cinema em um filme chamado Cyborg Soldier, onde ele interpreta um super soldado que fugiu com uma garota interpretada por Tiffani Thiessen.
Franklin é um cristão e cita o Salmo 144:1 em sua página da web. Em 21 de fevereiro de 2006, foi oficialmente nomeado "Rich Franklin Day" em Cincinnati pelo prefeito da cidade, mostrando o orgulho que a cidade tem de Franklin.

## Carreira no MMA
Segundo o próprio Franklin, no início ele aprendeu a lutar assistindo aulas em fitas de vídeo. Ele então se associou e tinha sido treinado com Meat Truck Inc. Atualmente treina nas instalações do faixa preta de Jiu-Jitsu Jorge Gurgel, (New Generation Martial Arts), Neal Rowe. O Muay tailandês é treinado por Rob Radford (Sacan Martial Arts). Ele também treina boxe (Boxe 4 Fitness). Franklin está actualmente classificado como faixa marrom em Jiu-Jitsu por Jorge Gurgel. Desde que perdeu seu título para Anderson Silva, Franklin começou a treinar sob tutela de Matt "The Wizard" Hume. Franklin começou sua carreira com tudo, vencendo 14 lutas sempre por finalização ou nocaute, e tendo um "No Contest" contra Aaron Brink. Sua primeira derrota no MMA foi por nocaute contra Lyoto Machida.

## Carreira no UFC

### Cinturão dos Médios do UFC
Franklin começou sua carreira no UFC com um 4-0 começo perfeito, incluindo vitórias sobre veteranos, como Evan Tanner e Ken Shamrock. Após vencer Shamrock, Franklin se credenciou a lutar pelo cinturão.
Este tiro ao título veio no UFC 53 em 5 de junho de 2005. Franklin derrotou Evan Tanner pela segunda vez e se tornou o campeão dos Médios do UFC, em uma luta muito violenta onde Franklin abriu um corte no rosto de Tanner que levou aos médicos interromperem a luta.  A vitória o levou a ser um treinador (juntamente com Campeão dos Meio-Médios Matt Hughes) da segunda temporada do The Ultimate Fighter.
No UFC 56 em 19 de novembro de 2005, Franklin defendeu o seu título contra Nate Quarry, um concorrente da 1ª temporada do The Ultimate Fighter. Franklin ganhou a luta por nocaute incrivel no primeiro round.
No UFC 58 em 4 de março de 2006, Franklin derrotou David Loiseau em uma luta longa vencida por decisão unânime após 5 rounds. Franklin quebrou a mão esquerda no início do segundo round. A cirurgia necessária, incluiu uma placa de metal e parafusos na mão do campeão, Franklin ficou fora de ação por seis meses.

### Perda do Cinturão

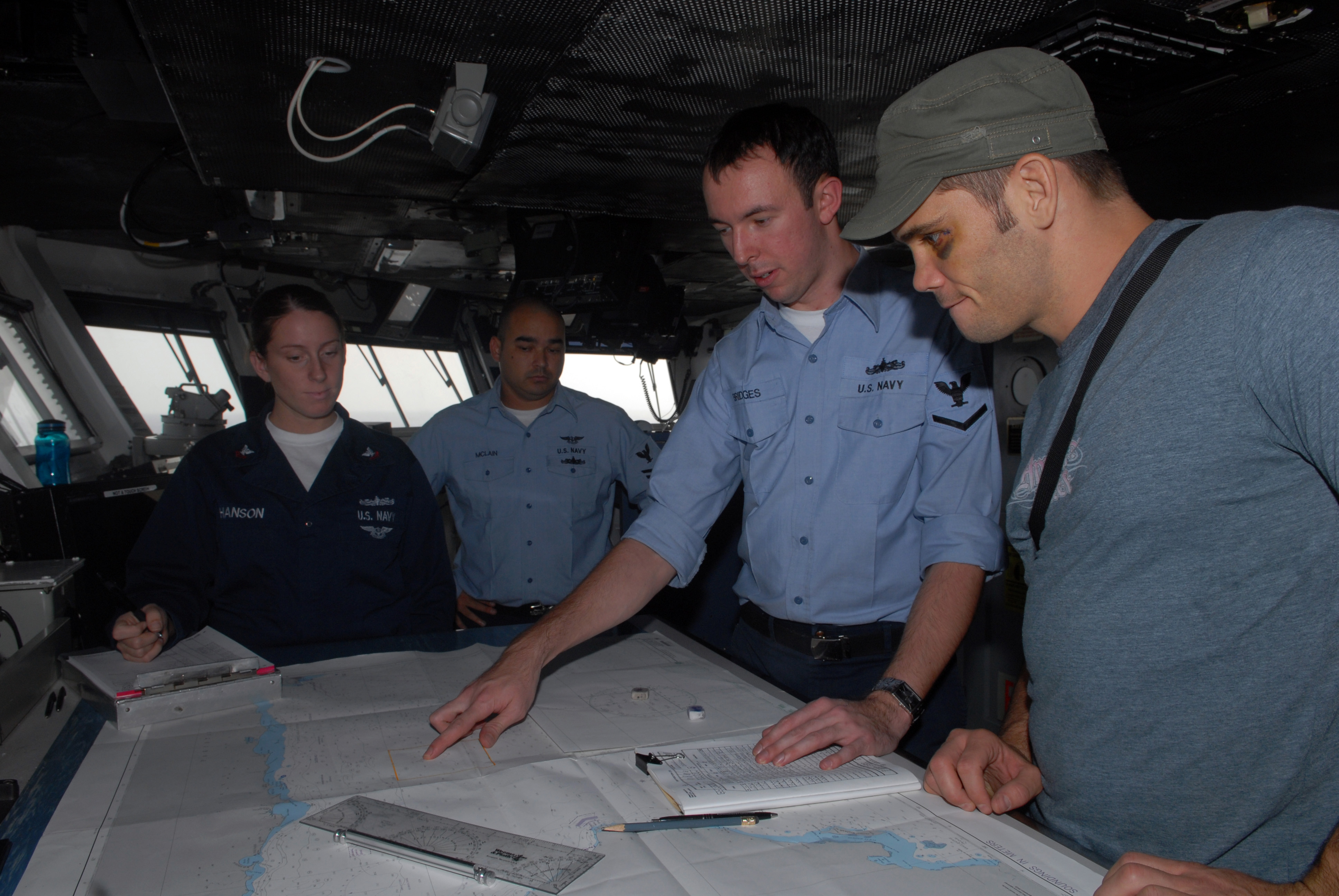
Franklin junto com Fuzileiros americanos, em uma visita dos lutadores do UFC às instalações de combate.

No UFC 64 em 14 de outubro de 2006, Franklin perdeu seu título em sua luta de volta depois de ser derrotado pelo brasileiro Anderson Silva. A luta foi interrompida aos 2:49 do primeiro round após Franklin receber uma joelhada no rosto, quebrando o nariz de Franklin de uma maneira incrivel. Em 19 de outubro de 2006 Franklin se submeteu à cirurgia devido a fratura nasal.
No UFC 68 em 3 de marco de 2007, Rich Franklin derrotou Jason MacDonald por Nocaute Técnico devido ao MacDonald corner jogar a toalha no intervalo entre o segundo e terceiro round. Franklin tinha montado em MacDonald nos segundos finais do segundo round, causando um prejuízo significativo e inchaço do olho esquerdo MacDonald. Após a luta Franklin chamou Anderson Silva para o octogono e disse que ele e Dana White concordaram em fazer uma luta pelo cinturão na cidade natal de Franklin, Cincinnati.
No UFC 72 em 16 de junho de 2007, em Belfast, Irlanda do Norte, Franklin derrotou o principal desafiante ao cinturão Yushin Okami assim se tornando o desafiante o número 1 ao cinturão de Anderson Silva. A luta contra o Okami foi a primeira luta de Franklin pelo UFC fora dos Estados Unidos. Todos os três juízes marcaram na luta 29-28 para Franklin.
No UFC 77 em 20 de outubro de 2007, Franklin enfrentou Anderson Silva em sua revanche pessoal pelo cinturão dos médios, mas acabou perdendo da mesma forma da primeira luta, através de um Nocaute Técnico após várias joelhadas no clinch. Franklin tinha assinado antes da luta um contrato com seis novas lutas no UFC.
No UFC 83 em 19 de abril de 2008, Franklin venceu Travis Lutter via Nocaute Técnico após vários socos aos 3:01 do segundo round. Mas durante a luta, Lutter encaixou um armlock, porém, Franklin exibiu um alto nível de Jiu-Jitsu para escapar da finalização, foi ainda mais impressionante porque Lutter é faixa preta de jiu-jítsu.

### O Retorno aos Meio-Pesados
No UFC 88 em 6 de setembro de 2008, Franklin fez o seu retorno à divisão dos meio-pesados derrotando Matt Hamill por Nocaute Técnico após um chute na região do Fígado.
No UFC 93 em 17 de janeiro de 2009, em Dublin na Irlanda, Franklin lutou contra Dan Henderson o ex-campeão do PRIDE Fighting Championships na categoria dos Meio-Pesados e Médios. Ele perdeu a luta por decisão dividida para Henderson. Henderson, ao bater Franklin, ganhou a oportunidade de ser o treinador da equipa dos EUA na 9ª Temporada de The Ultimate Fighter.
No UFC 99: The Comeback, em 13 de junho de 2009, em Colónia na Alemanha, Franklin derrotou o ex-campeão dos Médios do PRIDE Wanderlei Silva por decisão unânime. Franklin se tornou a primeira pessoa na história do UFC a lutar em quatro países diferentes, em quatro lutas principais consecutivas.

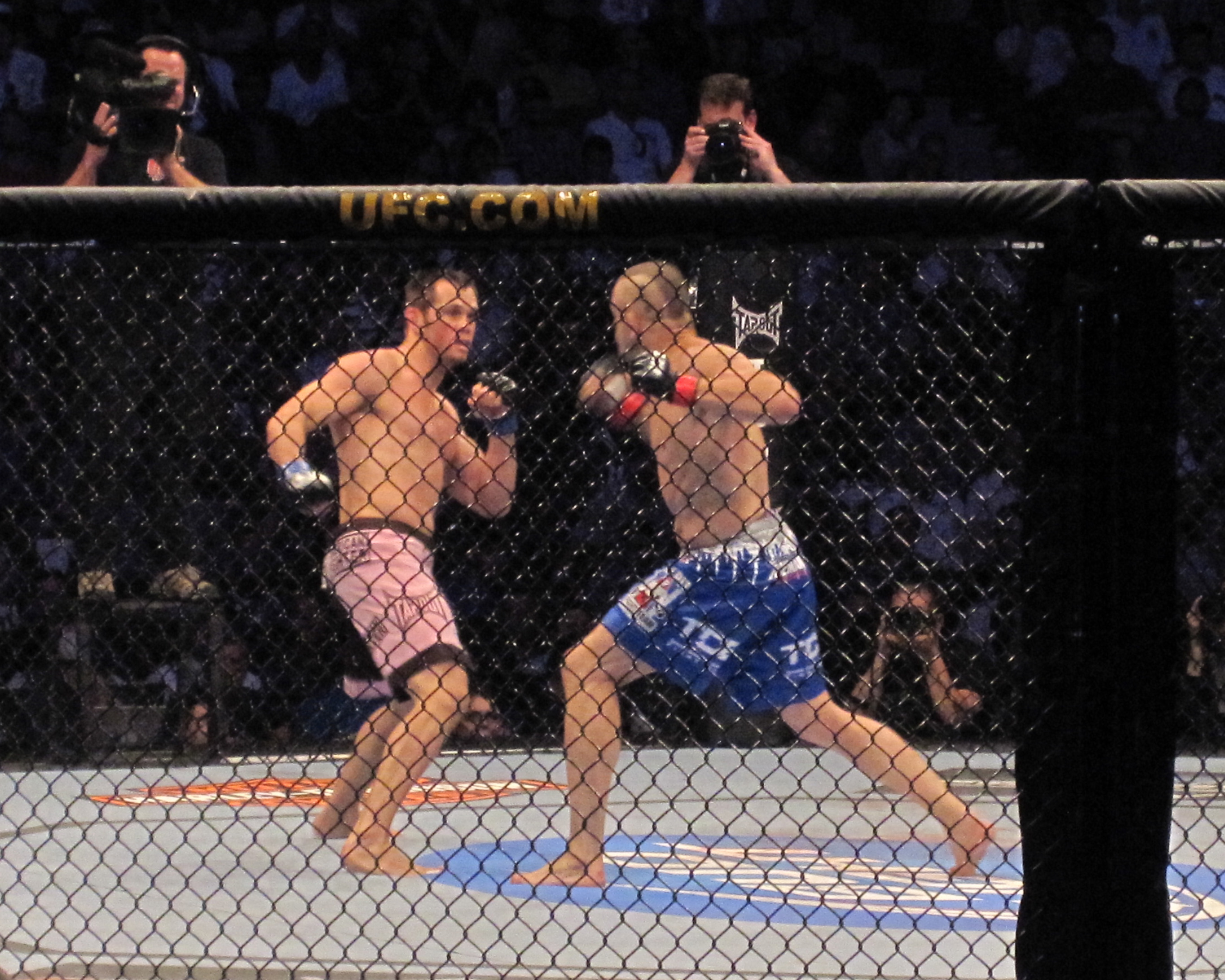
Franklin se esquivando do inicio forte de luta de Liddell

No UFC 103 em 19 de setembro de 2009, em Dallas, Texas, Franklin lutou contra o ex-campeão dos Meio-Pesados do UFC Vitor Belfort na primeira luta do Vitor no UFC desde fevereiro de 2005. Franklin perdeu a luta por Nocaute Técnico após receber um socos que o desequilibrou, no primeiro round. No inicio de 2010 surgiu alguns rumores que Franklin enfrentaria Randy Couture nesse ano mais nada foi confirmado.
No UFC 115, após a retirada do Tito Ortiz, Franklin decidiu substituir Tito tanto na luta contra Chuck Liddell, quanto como treinador da 11ª Temporada do TUF. Na luta Liddell começou com tudo acerta socos, chutes e derrubando Franklin, porém, durante a queda Liddell acabou sofrendo um corte no rosto, ao se levantarem Liddell partiu com tudo acertando um golpe que fez Franklin quase se desquilibrar, junto a grade Liddell acertou vários socos porém em um soco de direita Franklin nocauteou Liddell, Franklin após a luta se disse decepcionado tanto com seu desempenho quanto com o queixo de Chuck que sofreu apenas um golpe, e disse que gostaria que esse não fosse o fim da carreira de Liddell, já que Liddell disse que se perdesse iria se aposentar. Franklin faturou ainda o prêmio de Nocaute da Noite.
O próximo adversário de Franklin foi Forrest Griffin no UFC 126. Como os dois lutadores prometiam foi uma luta empolgante, logo no primeiro round Griffin derrubou Franklin e trabalhou o ground 'n pound da guarda de seu adversário. No segundo round, a luta se desenvolveu em pé, porém surpreendentemente Griffin levou a vantagem acertando dois fortes golpes de direita que fizeram Franklin sentir, e aproveitando as oportunidades Griffin derrubou Franklin por duas vezes. No terceiro round precisando da vitória, Franklin partiu para cima em uma trocação franca com Griffin, porém não pode evitar a derrota, Franklin perdeu por decisão unânime (29-28, 29-28, 29-28).

### Retorno aos Médios
Franklin retornou à divisão dos médios contra o ex-campeão dos médios do Strikeforce, Cung Le, em 10 de novembro de 2012, no evento principal do UFC on Fuel TV 6. Ele perdeu a luta por nocaute no primeiro round.

## Cartel no MMA
| Res.    | Cartel   | Oponente        | Método                                    | Evento                               | Data       | Round | Tempo | Local                         | Notas                                              |
| ------- | -------- | --------------- | ----------------------------------------- | ------------------------------------ | ---------- | ----- | ----- | ----------------------------- | -------------------------------------------------- |
| Derrota | 29–7 (1) | Cung Le         | Nocaute (soco)                            | UFC on Fuel TV: Franklin vs. Le      | 10/11/2012 | 1     | 2:17  | Cotai, Macau                  |                                                    |
| Vitória | 29-6 (1) | Wanderlei Silva | Decisão (unânime)                         | UFC 147 Silva vs. Franklin II        | 23/06/2012 | 5     | 5:00  | Belo Horizonte, Minas Gerais  | Luta da Noite.                                     |
| Derrota | 28–6 (1) | Forrest Griffin | Decisão (unânime)                         | UFC 126: Silva vs. Belfort           | 05/02/2011 | 3     | 5:00  | Las Vegas, Nevada             |                                                    |
| Vitória | 28–5 (1) | Chuck Liddell   | Nocaute (soco)                            | UFC 115: Liddell vs. Franklin        | 12/06/2010 | 1     | 4:55  | Vancouver, Colúmbia Britânica | Nocaute da Noite.                                  |
| Derrota | 27–5 (1) | Vitor Belfort   | Nocaute Técnico (socos)                   | UFC 103: Franklin vs. Belfort        | 19/09/2009 | 1     | 3:02  | Dallas, Texas                 |                                                    |
| Vitória | 27–4 (1) | Wanderlei Silva | Decisão (unânime)                         | UFC 99: The Comeback                 | 13/06/2009 | 3     | 5:00  | Colônia                       | Luta da Noite.                                     |
| Derrota | 26–4 (1) | Dan Henderson   | Decisão (dividida)                        | UFC 93: Franklin vs. Henderson       | 17/01/2009 | 3     | 5:00  | Dublin                        |                                                    |
| Vitória | 26–3 (1) | Matt Hamill     | Nocaute Técnico (chute no fígado)         | UFC 88: Breakthrough                 | 06/09/2008 | 3     | 0:39  | Atlanta, Geórgia              | Retornou aos Meio Pesados.                         |
| Vitória | 25–3 (1) | Travis Lutter   | Nocaute Técnico (socos)                   | UFC 83: Serra vs. St. Pierre II      | 19/04/2008 | 2     | 3:01  | Montreal, Quebec              |                                                    |
| Derrota | 24–3 (1) | Anderson Silva  | Nocaute (joelhadas)                       | UFC 77: Hostile Territory            | 20/10/2007 | 2     | 1:07  | Cincinnati, Ohio              | Pelo Cinturão Peso Médio do UFC.                   |
| Vitória | 24–2 (1) | Yushin Okami    | Decisão (unânime)                         | UFC 72: Victory                      | 16/06/2007 | 3     | 5:00  | Belfast                       | Tornou-se o desafiante n°1 ao Cinturão dos Médios. |
| Vitória | 23–2 (1) | Jason MacDonald | Nocaute Técnico (interrupção do córner)   | UFC 68: Uprising                     | 03/03/2007 | 2     | 5:00  | Columbus, Ohio                |                                                    |
| Derrota | 22–2 (1) | Anderson Silva  | Nocaute (joelhadas)                       | UFC 64: Unstoppable                  | 14/10/2006 | 1     | 2:59  | Las Vegas, Nevada             | Perdeu o Cinturão Peso Médio do UFC.               |
| Vitória | 22–1 (1) | David Loiseau   | Decisão (unânime)                         | UFC 58: USA vs. Canada               | 04/03/2006 | 5     | 5:00  | Las Vegas, Nevada             | Defendeu o Cinturão Peso Médio do UFC.             |
| Vitória | 21–1 (1) | Nathan Quarry   | Nocaute (Soco)                            | UFC 56: Full Force                   | 19/11/2005 | 1     | 2:34  | Las Vegas, Nevada             | Defendeu o Cinturão Peso Médio do UFC.             |
| Vitória | 20–1 (1) | Evan Tanner     | Nocaute Técnico (interrupção médica)      | UFC 53: Heavy Hitters                | 04/06/2005 | 4     | 3:25  | Newark, New Jersey            | Ganhou o Cinturão Peso Médio do UFC.               |
| Vitória | 19–1 (1) | Ken Shamrock    | Nocaute Técnico (socos)                   | The Ultimate Fighter 1 Finale        | 09/04/2005 | 1     | 2:42  | Las Vegas, Nevada             | Lutou nos Meio Pesados.                            |
| Vitória | 18–1 (1) | Curtis Stout    | Finalização (socos)                       | SuperBrawl 38                        | 12/12/2004 | 2     | 1:28  | Honolulu, Hawaii              |                                                    |
| Vitória | 17–1 (1) | Jorge Rivera    | Finalização (chave de braço)              | UFC 50: The War of '04               | 22/10/2004 | 3     | 4:28  | Atlantic City, Nova Jersey    |                                                    |
| Vitória | 16–1 (1) | Ralph Dilon     | Finalização (kimura)                      | Alaska Fighting Championship         | 14/07/2004 | 1     | 0:56  | Anchorage, Alasca             |                                                    |
| Vitória | 15–1 (1) | Leo Sylvest     | Finalização (socos)                       | SuperBrawl 35                        | 16/04/2004 | 1     | 1:13  | Honolulu, Hawaii              |                                                    |
| Derrota | 14–1 (1) | Lyoto Machida   | Nocaute Técnico (chute na cabeça e socos) | Inoki Bom-Ba-Ye 2003: Inoki Festival | 31/12/2003 | 2     | 1:03  | Kobe                          |                                                    |
| Vitória | 14–0 (1) | Edwin Dewees    | Nocaute Técnico (socos)                   | UFC 44: Undisputed                   | 26/09/2003 | 1     | 3:32  | Las Vegas, Nevada             |                                                    |
| Vitória | 13–0 (1) | Roberto Ramirez | Nocaute (soco)                            | Battleground 1: War Cry              | 19/07/2003 | 1     | 0:10  | Villa Park, Illinois          |                                                    |
| Vitória | 12–0 (1) | Evan Tanner     | Nocaute Técnico (socos)                   | UFC 42: Sudden Impact                | 25/04/2002 | 1     | 2:40  | Miami, Flórida                | Estréia no UFC.                                    |
| Vitória | 11–0 (1) | Antony Rea      | Nocaute Técnico (socos)                   | UCC Hawaii: Eruption in Hawaii       | 17/09/2002 | 1     | 2:46  | Honolulu, Hawaii              |                                                    |
| Vitória | 10–0 (1) | Yan Pellerin    | Finalização (chave de braço)              | UCC 10: Battle for the Belts 2002    | 15/06/2002 | 1     | 3:23  | Gatineau, Quebec              |                                                    |
| Vitória | 9–0 (1)  | Marvin Eastman  | Finalização (chave de braço)              | World Fighting Alliance 1            | 03/11/2001 | 1     | 1:02  | Las Vegas, Nevada             |                                                    |
| Vitória | 8–0 (1)  | Dennis Reed     | Finalização (socos)                       | Extreme Challenge Trials             | 05/08/2001 | 1     | 1:38  | Cincinnati, Ohio              |                                                    |
| Vitória | 7–0 (1)  | Chris Seifert   | Finalização (Socos)                       | Extreme Challenge 41                 | 13/07/2001 | 2     | 1:45  | Davenport, Iowa               |                                                    |
| Vitória | 6–0 (1)  | Travis Fulton   | Nocaute Técnico (mão quebrada)            | RINGS USA: Battle of Champions       | 17/03/2001 | 1     | 5:00  | Council Bluffs, Iowa          |                                                    |
| NC      | 5–0 (1)  | Aaron Brink     | Sem Resultado (lesão no pé)               | IFC: Warriors Challenge 11           | 31/01/2001 | 1     | 2:42  | Fresno, Califórnia            | Pelo Cinturão Meio Pesado do IFC.                  |
| Vitória | 5–0      | Dennis Reed     | Finalização (chave de braço)              | Extreme Challenge 35                 | 29/06/2000 | 1     | 1:56  | Davenport, Iowa               |                                                    |
| Vitória | 4–0      | Gary Myers      | Nocaute (chute na cabeça)                 | WEF 9: World Class                   | 13/05/2000 | 3     | 0:59  | Evansville, Indiana           |                                                    |
| Vitória | 3–0      | Rob Smith       | Nocaute Técnico (socos)                   | Extreme Challenge 31                 | 24/03/2000 | 1     | 2:30  | Kenosha, Wisconsin            |                                                    |
| Vitória | 2–0      | Eugene Pinault  | Finalização (socos)                       | Extreme Challenge - Trials           | 04/10/1999 | 1     | 1:27  | Davenport, Iowa               |                                                    |
| Vitória | 1–0      | Michael Martin  | Nocaute (chute na cabeça)                 | World Extreme Fighting 6             | 19/06/1999 | 1     | 0:21  | Wheeling, Virgínia Ocidental  |                                                    |